# FuG 200 Hohentwiel
El FuG 200 Hohentwiel era un sistema de radar de patrulla marítima de la Luftwaffe en la Segunda Guerra Mundial. Fue desarrollada por C. Lorenz AG de Berlín iniciándose en 1938. El dispositivo originalmente había entrado en un concurso de diseño organizado por la Luftwaffe para el nuevo FuMg 40L (radar de control de tiro basado en tierra). Cuando el competidor  Telefunken ganó el contrato con su «radar Würzburg» en 1939, el dispositivo fue dejado de lado.

## Desarrollo
En 1941, Lorenz comenzó con otro diseño contestando a un requerimiento del  Reichsluftfahrtministerium para un radar de búsqueda naval aerotransportado. Como no se ha especificado ninguna antena especial, inicialmente , fue elegido un diseño de antena fue lo más simple posible con tres matrices dispuestas transversalmente   - una central para la transmisión y otros dos para la recepción, uno en cada puerto y estribor de la matriz de transmisión central. Cada conjunto de antenas poseía dieciséis elementos dipolo orientada horizontalmente, en ocho conjuntos de dos elementos cada uno, con cada conjunto de cuatro grupos de dipolo apilados verticalmente integrado por cada arreglo de discos. Como guía aproximada, el operador de radio tenía que cambiar manualmente las matrices receptoras. Más tarde, el dispositivo recibió un interruptor de antena motorizado La fuerza de la señal recibida se muestra en un tubo de rayos catódicos para que el observador o el piloto aproximadamente podría medir los objetivos de partida como de izquierda, derecha o arriba. El alcance máximo era 150 km para los convoyes en el Atlántico. El dispositivo primero fue desplegado en el Junkers Ju 88, Focke-Wulf Fw 200 y otros bombarderos torpederos, se sabe que fue instalado en los bombarderos medianos  Heinkel He 111 para propósitos de entrenamiento, además de experimentar en el  Heinkel He 177A. Con el fin de evitar su captura después de un accidente, fue equipado con varias cargas explosivas de autodestrucción pequeñas en cada uno de los gabinetes de electrónica de sistemas, que podían ser disparados por el piloto. Más detalles pueden encontrarse en el manual de la Fuerza Aérea (PDF, en alemán).

## Versión marina
En 1943 Lorentz fue instruido para adaptar el Hohentwiel para uso naval, y pronto el Hohentwiel apareció en los U-boote, pequeños buques de superficie, y en instalaciones costeras. Hubo dos versiones para U-Boot del FuG 200 Hohentwiel usadas durante la Segunda Guerra Mundial: el FuMO 61 Hohentwiel U y el FuMO 65 Hohentwiel U1. 
Las versiones de U-Boot eran más fáciles de mantener y más fiable en comparación con las otras versiones. Sin embargo, las versiones de U-Boot tuvieron varios inconvenientes, entre ellos la menor dimensión de la antena y la altura de la instalación de la misma. La antena se limitaba a una dimensión más pequeña como para caber dentro de un área pequeño en el lado de puerto de la torre. Además, la reducida altura de la instalación de la antena interfirió con la gama de detección. Ambas versiones de U-Boot tenían rangos entre 8-10 km de alcance y entre 15-25 km a una altitud de 200 m. La resolución era de 3 grados aproximadamente, y a corto alcance su discriminación era 100 m. Ambas versiones de U-Boot tenían frecuencias de 556 MHz y tenían 4 corridas de 6 dipolos. Antes de que el U-boot se sumergiera debían guardar muy bien la antena plegada en la vela del submarino. Ambas versiones tenían un ancho de 400 mm y 1000 mm de altura. Las dimensiones totales de la antena eran de 1540 mm por 1022 mm. 
Había dos tipos de transmisores de radar para el FuMO-61 Hohentwiel U y el FuMO-65 Hohentwiel U1, el Tipo F431 C1 y el Tipo F432 D2. El Tipo F431 C1 fue usado en el submarino Tipo VII y el Tipo F432 D2 en el Tipo XXI.

### FuMO 61HohentwielU

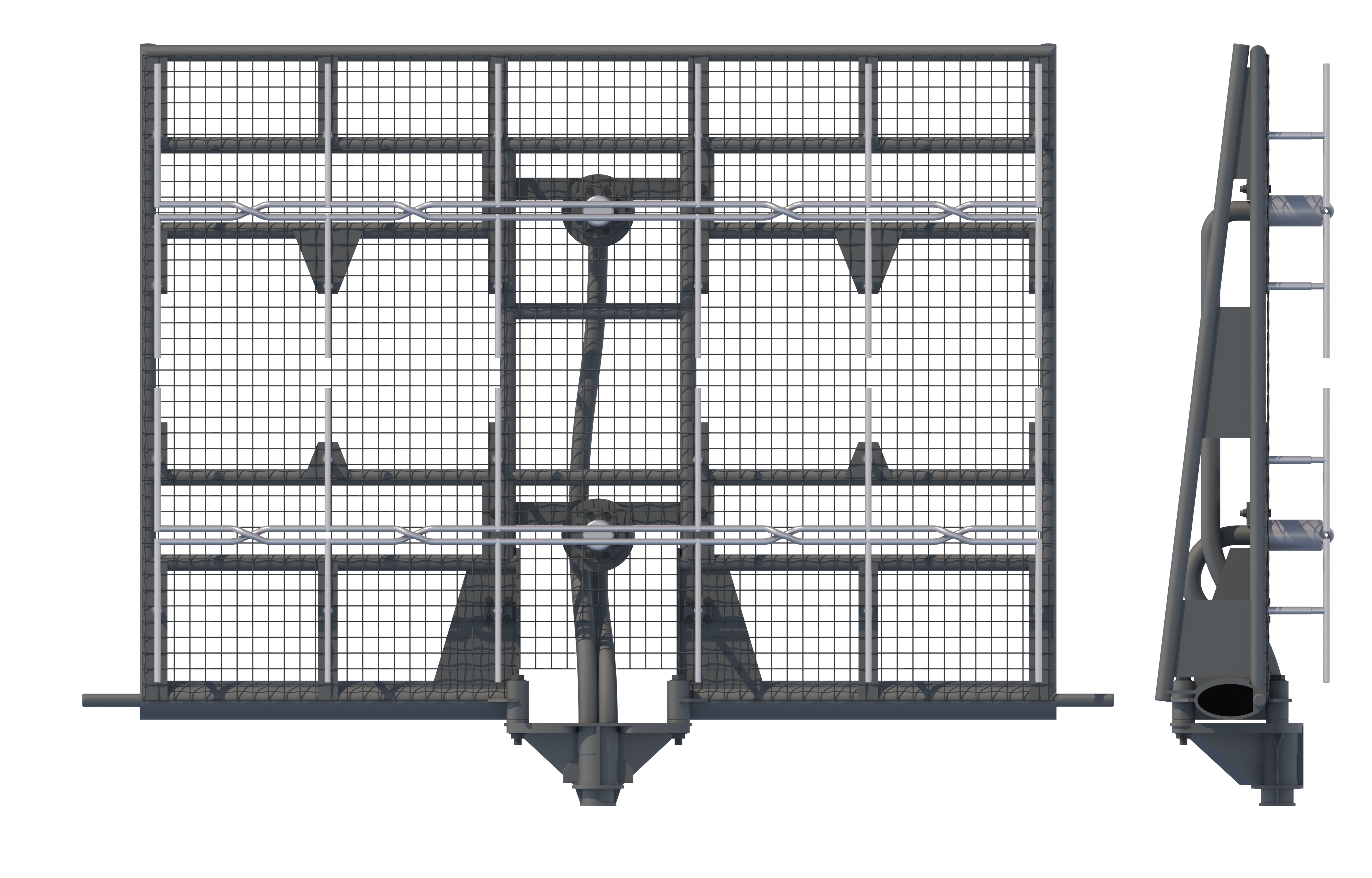
Transmisor de radar tipo F431 C1

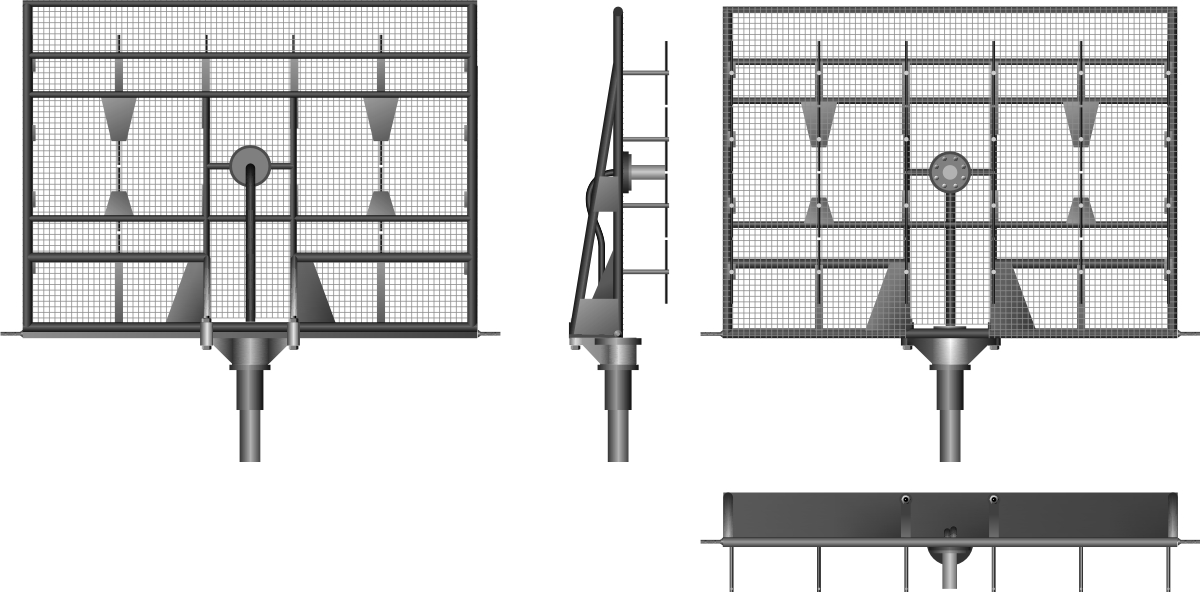
Transmisor de radar tipo F432 D2

El FuMO 61 Hohentwiel U era la versión marina del FuG 200 Hohentwiel usada por la Kriegsmarine en los submarinos alemanes Tipo VII, Tipo IX] y Tipo XXI. En marzo de 1944, comenzó a ser instalado en el Tipo VII y el Tipo IX.

### FuMO 63HohentwielK
El FuMO 63 Hohentwiel K empezó a estar disponible a comienzos de 1944. Fue instalado en los mástiles de los principales barcos de superficie, (destructores, torpederas y cruceros ligeros).

### FuMO 65HohentwielU1

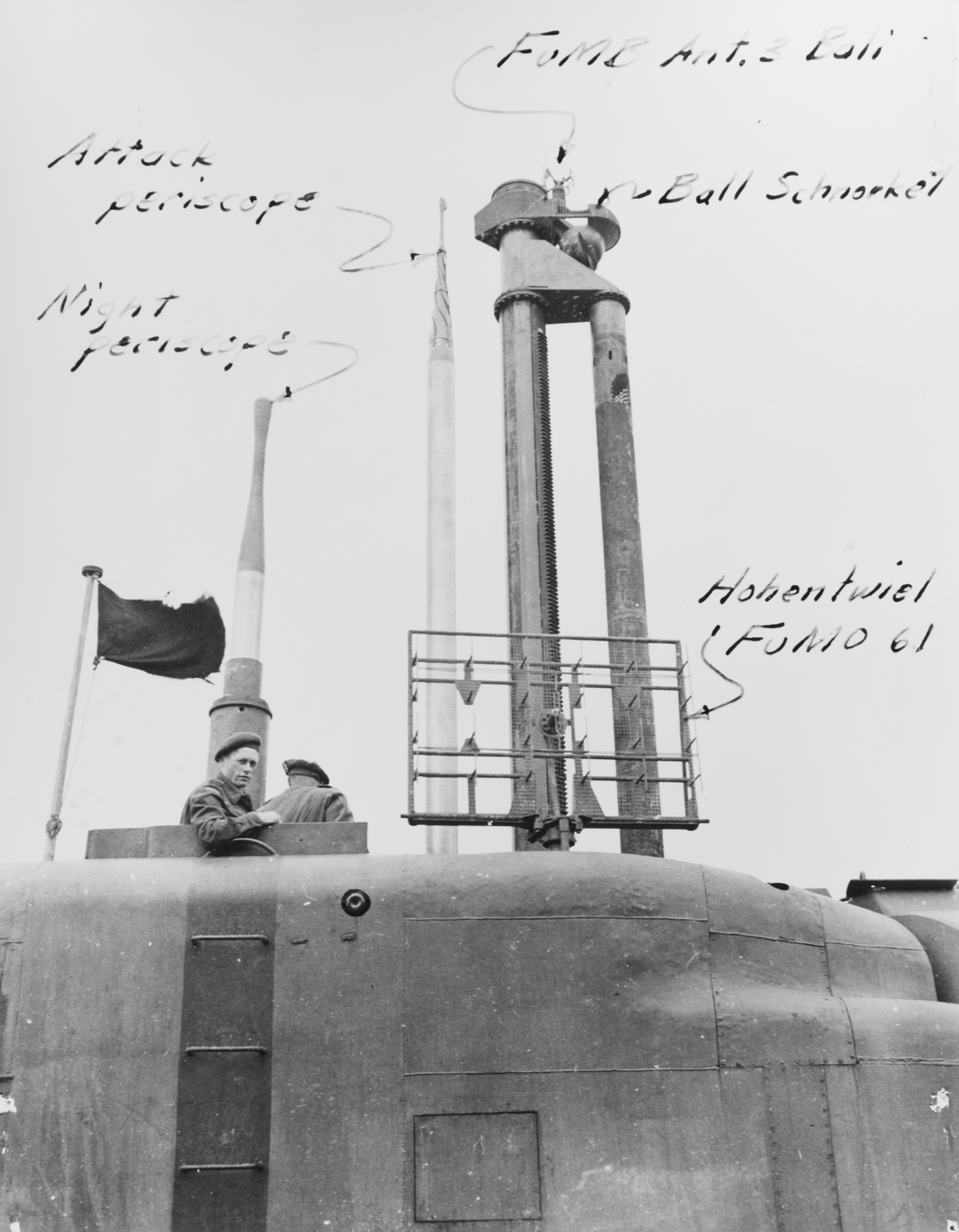
Versión para submarino de la antena FuMO 61 «Hohentwiel» y FuMO Ant.3 «Bali» a bordo de un submarino Tipo XXI.

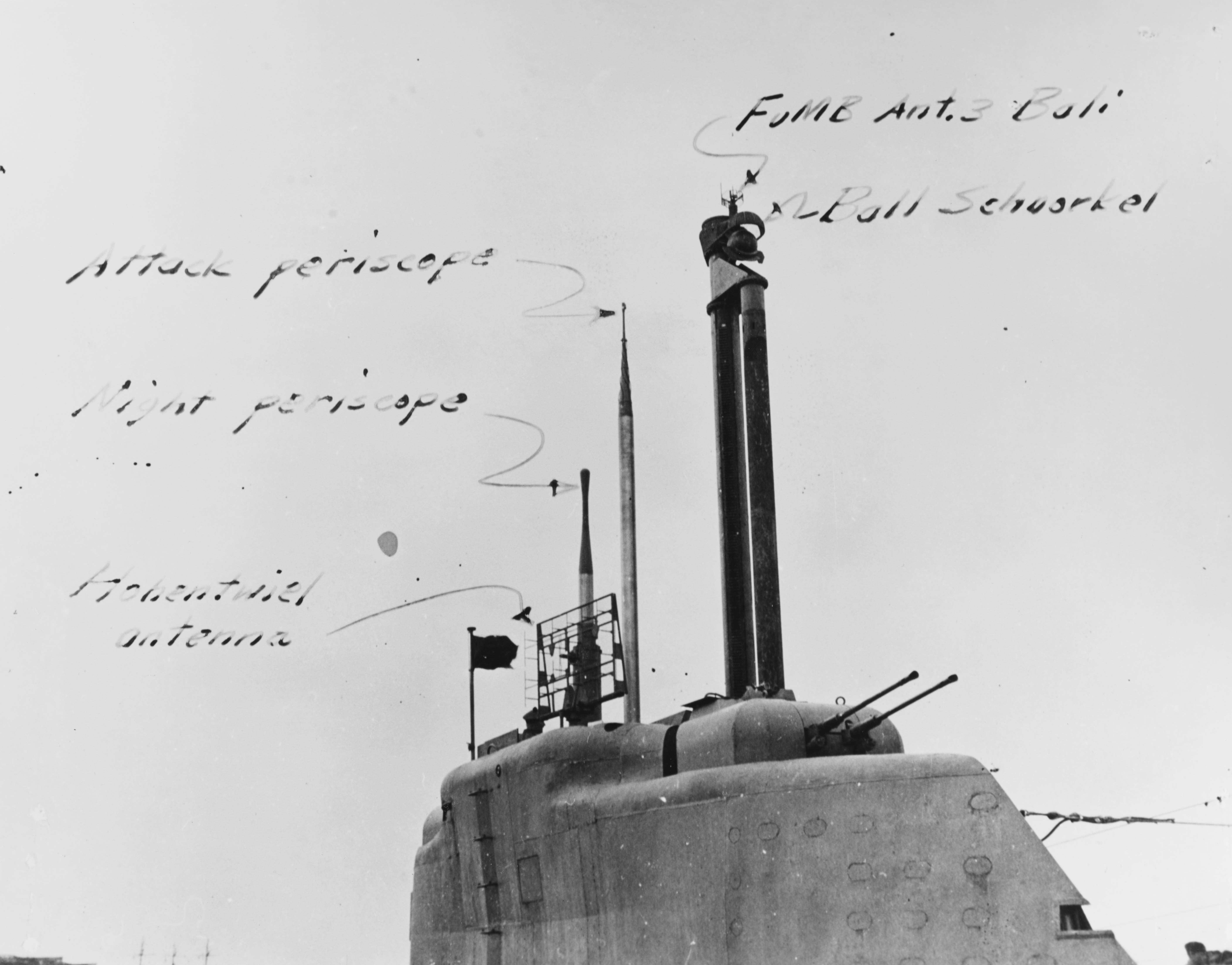
El mismo barco visto desde más atrás

El FuMO 65 Hohentwiel U1 era la versión marítima del FuG 200 Hohentwiel usada por la Kriegsmarine sólo en los submarinos alemanes tipo XXI. El FuMO 65 Hohentwiel U1 tenía un visor mejorado respecto a la versión anterior FuMO 61 Hohentwiel U, tenía una pantalla de indicador de posición de Plan, conocido por los alemanes como Drauf.

### Radares similares
- FuG 202 "Kehl"
- FuG 202 "Lichtenstein" BC
- FuG 202 "Lichtenstein" BC/S
- FuG 203 "Kehl"
- FuG 211 "Lichtenstein" O
- Fug 212 "Lichtenstein" C1
- Fug 212 "Lichtenstein" C22
- FuG 216 "Neptun" R1
- FuG 217 "Neptun"
- Fug 218 "Neptun"
- FuG 219 "Weilheim"
- FuG 220 "Lichtenstein" SN-2
- FuG 222 "Pauke" S
- FuG 227 "Flensburg"
- FuG 228 "Lichtenstein" SN-3
- FuG 240 "Berlin"
- FuG 244 "Bremen" 0
- FuG 245 "Bremen"
- FuG 247 "Bremenhaven"

### Listas relacionadas
- Anexo:Radares alemanes de la Segunda Guerra